# Гематоген

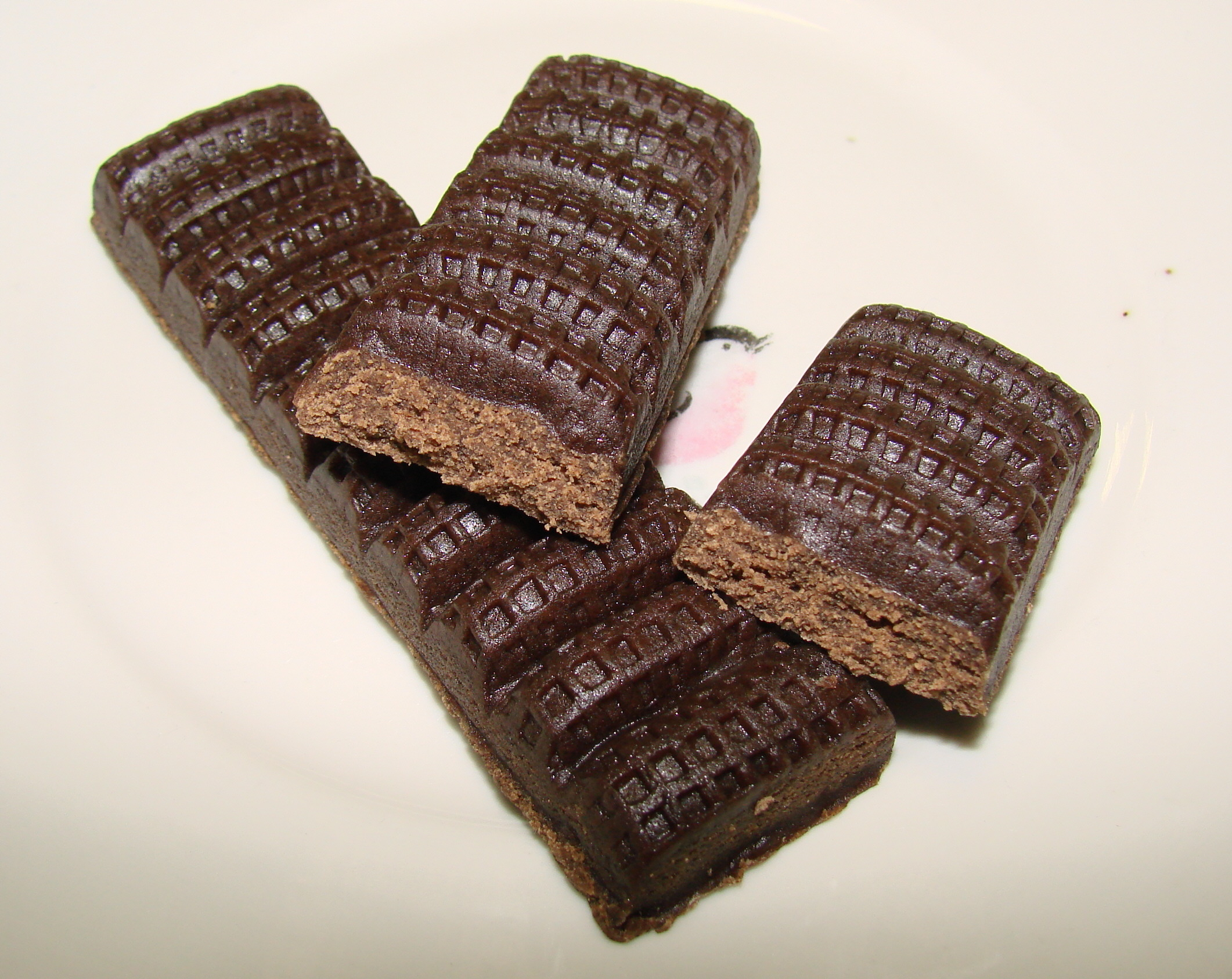
Гематоген

Гематоге́н (лат. Haematogenum, от др.-греч. αἷμα «кровь» и γένος — «рождение») — биологически активная добавка с содержанием железа, популярная на постсоветском пространстве.
Гематоген позиционируется как стимулирующий кроветворение: железо — главный компонент гемоглобина, и утверждается, что железо в составе гематогена способствует повышению уровня гемоглобина. Исследований того, в какой мере железо из гематогена усваивается организмом, не производилось.
Железо содержится в форме бычьего сывороточного альбумина, получаемого из сухой дефибринированной крови крупного рогатого скота, а в некоторых видах гематогена — в форме сульфата железа.
Внешне плитки гематогена напоминают плитки ириса, но отличаются своеобразным вкусом. Помимо альбумина, в них добавляются сгущённое молоко, мёд, аскорбиновая кислота и другие вещества, улучшающие вкусовые качества.

## История
Первым препаратом, выпущенным под названием «гематоген», был «гематоген Адольфа Гоммеля» (Hämatogen des Dr. Adolf Hommel), впервые выпущенный в Швейцарии в 1890 году. Он представлял собой жидкую микстуру на основе бычьей крови и яичного желтка. Этот препарат также активно продавался и в России в начале XX века.

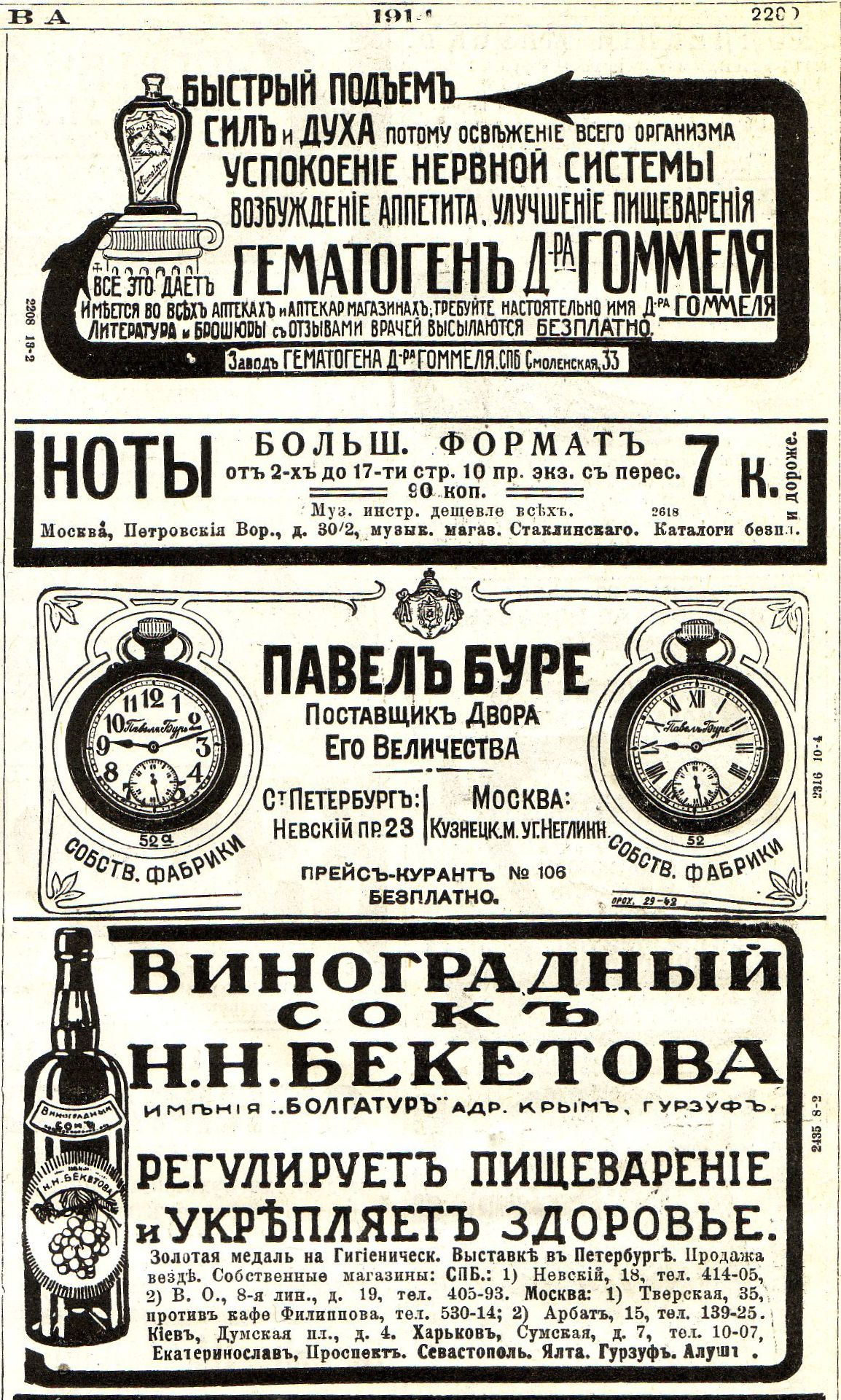
Реклама гематогена. 1914 год

Он нашёл широкое применение в советской медицине и пищевой промышленности. В 1924 году в СССР было создано государственное акционерное общество по производству и торговле химико-фармацевтическими препаратами — Госмедторгпром. В первый же год его существования выработка гематогена в Советском Союзе увеличилась более чем в 3 раза. В 1925—1926 годах объём вырабатываемой продукции на химико-фармацевтических заводах СССР достиг 6 млн рублей (в 1921 году это число составляло 0,5 млн рублей).
Согласно Большой советской энциклопедии 1929 года, гематоген представлял собой 70%-й раствор гемоглобина в глицерине и вине.

## Противопоказания
Гиперчувствительность, нарушения углеводного обмена. Нельзя принимать гематоген при сахарном диабете и ожирении, так как он содержит легкоусваиваемые углеводы.

## Побочные эффекты
Тошнота, диарея, аллергические реакции.

## В культуре
Гематоген упоминается в автобиографической повести Льва Кассиля «Швамбрания»:
Главным швамбранским попом был патриарх Гематоген. Это напоминало патриарха Гермогена. Кроме того, гематогеном называлась липкая, приторная микстура, которой нас пичкали. Католических прелатов звали «ваше преподобие». Мы величали Гематогена «ваше неправдоподобие»…